# ザック・リー
ザカリー・S・リー（Zachary S. Lee, 1991年9月13日 - ）は、アメリカ合衆国・テキサス州コリン郡プレイノ出身の元プロ野球選手（投手）。右投右打。

## 経歴

### プロ入りとドジャース時代

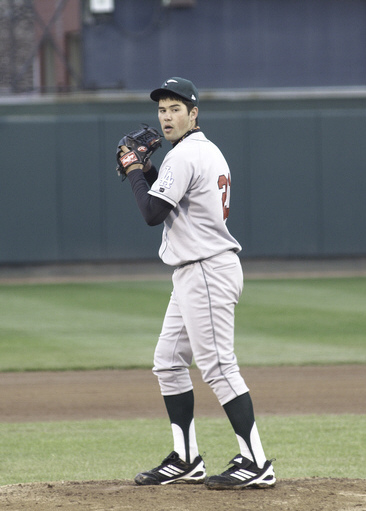
A級グレートレイクス・ルーンズ時代
(2011年4月26日)

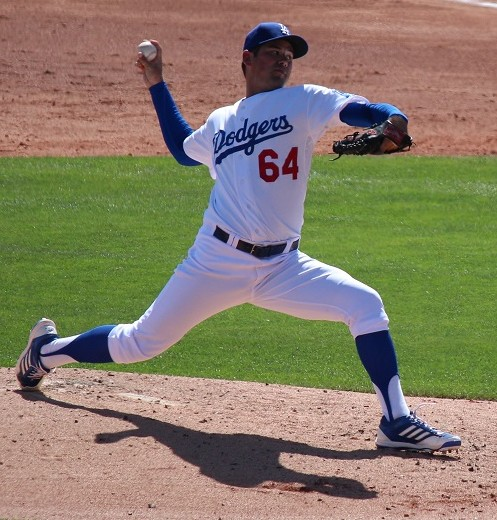
スプリングトレーニングにて
(2014年3月13日)

2010年のMLBドラフト1巡目（全体28位）でロサンゼルス・ドジャースから指名された。リーはアメリカンフットボールのクォーターバックとしてルイジアナ州立大学で練習していたため、なかなか契約がまとまらなかったが、8月16日に525万ドルの5年契約を結んだ。リーは「ルイジアナ州立大学での時間は本当に楽しかった。ただ、同時にドジャースのオファーも絶対に辞退してはいけないと思ったんだ」と話している。
2011年に傘下のA級グレートレイクス・ルーンズでプロデビュー。24試合に先発登板して9勝6敗、防御率3.47、91奪三振を記録した。
2012年はA+級ランチョクカモンガ・クエークスでプレーし、12試合に先発登板して2勝3敗、防御率4.55、52奪三振を記録した。6月にAA級チャタヌーガ・ルックアウツへ昇格。AA級チャタヌーガでは13試合に先発登板して4勝3敗、防御率4.25、51奪三振を記録した。
2013年はAA級チャタヌーガでプレーし、28試合（先発25試合）に登板して10勝10敗、防御率3.22、131奪三振を記録した。7月にはサザンリーグのオールスターゲームに選出された。
2014年はAAA級アルバカーキ・アイソトープスでプレーし、28試合（先発27試合）に登板して7勝13敗、防御率5.38、97奪三振を記録した。オフの11月20日にドジャースとメジャー契約を結び、40人枠入りした。
2015年7月18日にダブルヘッダー限定ルールにより即昇降格が可能な26人目のアクティブ・ロースターの補充選手としてメジャー初昇格を果たしたが、この時は登板機会は訪れなかった。25日に再昇格し、同日のニューヨーク・メッツ戦で先発して4.2回を7失点で敗戦投手となった。この年のメジャーでの登板はこの1試合のみだった。

### マリナーズ傘下時代
2016年6月19日にクリス・テイラーとのトレードで、シアトル・マリナーズへ移籍した。この年は、移籍前後いずれもでメジャーでの登板はなかった。マイナーでは、ドジャース時代（AAA級オクラホマシティ・ドジャース）には13試合の先発登板で7勝5敗、防御率4.89、マリナーズ時代（AAA級タコマ・レイニアーズ）には14試合の先発登板で0勝9敗、防御率7.39という成績を記録。通年では、マリナーズ移籍後の大炎上が響き、27試合の先発登板で7勝14敗、防御率6.14という散々な内容だった。オフの12月3日にDFAとなった。

### パドレス時代
2016年12月13日にウェイバー公示を経てサンディエゴ・パドレスへ移籍した。
2017年の開幕は傘下のAAA級エル・パソ・チワワズで迎えたが、4月9日にメジャー昇格。12日のコロラド・ロッキーズ戦で先発して51⁄3回を無失点に抑え、メジャー初勝利を挙げた。6月19日にディロン・オーバートンの獲得に伴ってDFAとなり、22日にマイナー契約でAAA級エル・パソへ配属された。8月15日に自由契約となった。

### レイズ傘下時代
2018年3月14日にタンパベイ・レイズとマイナー契約を結んだ。シーズンでは傘下のAA級モンゴメリー・ビスケッツとAAA級ダーラム・ブルズでプレーし、2球団合計で26試合（先発25試合）に登板して12勝6敗、防御率3.65、107奪三振を記録した。オフの11月2日にFAとなった。

### メッツ傘下時代
2018年12月18日にメッツとマイナー契約を結んだ。
2019年は傘下のAA級ビンガムトン・ランブルポニーズとAAA級シラキュース・メッツでプレーし、2球団合計で24試合（先発21試合）に登板して9勝4敗、防御率5.09、100奪三振を記録した。オフの11月4日にFAとなった。

### アスレチックス傘下時代
2019年11月15日にオークランド・アスレチックスとマイナー契約を結び、2020年のスプリングトレーニングに招待選手として参加することになった。2020年11月2日にFAとなった。

### ダイヤモンドバックス傘下時代
2021年2月6日にアリゾナ・ダイヤモンドバックスとマイナー契約を結んだ。8月10日に自由契約となった。

### レッズ傘下時代
2021年9月1日にシンシナティ・レッズとマイナー契約を結んだ。オフの11月7日にFAとなった。

### ロッキーズ傘下時代
2022年2月9日にコロラド・ロッキーズとマイナー契約を結んだ。64登板で61回と1/3を投げ、4勝6敗防御率5.14で62奪三振、12セーブを記録した。11月10日にFAとなった。

## 詳細情報

### 年度別投手成績
| 年 度    | 球 団    | 登 板 | 先 発 | 完 投 | 完 封 | 無 四 球 | 勝 利 | 敗 戦 | セ 丨 ブ | ホ 丨 ル ド | 勝 率 | 打 者 | 投 球 回 | 被 安 打 | 被 本 塁 打 | 与 四 球 | 敬 遠 | 与 死 球 | 奪 三 振 | 暴 投 | ボ 丨 ク | 失 点 | 自 責 点 | 防 御 率 | W H I P |
| -------- | -------- | ----- | ----- | ----- | ----- | -------- | ----- | ----- | -------- | ----------- | ----- | ----- | -------- | -------- | ----------- | -------- | ----- | -------- | -------- | ----- | -------- | ----- | -------- | -------- | ------- |
| 2015     | LAD      | 1     | 1     | 0     | 0     | 0        | 0     | 1     | 0        | 0           | .000  | 24    | 4.2      | 11       | 1           | 1        | 0     | 0        | 3        | 0     | 0        | 7     | 7        | 13.50    | 2.57    |
| 2017     | SD       | 3     | 1     | 0     | 0     | 0        | 1     | 0     | 0        | 0           | 1.000 | 41    | 8.0      | 8        | 1           | 8        | 0     | 0        | 6        | 0     | 0        | 5     | 5        | 5.63     | 2.00    |
| MLB：2年 | MLB：2年 | 4     | 2     | 0     | 0     | 0        | 1     | 1     | 0        | 0           | .500  | 65    | 12.2     | 19       | 2           | 9        | 0     | 0        | 9        | 0     | 0        | 12    | 12       | 8.53     | 2.21    |

### 年度別守備成績
| 年 度 | 球 団 | 投手（P） | 投手（P） | 投手（P） | 投手（P） | 投手（P） | 投手（P） |
| 年 度 | 球 団 | 試 合     | 刺 殺     | 補 殺     | 失 策     | 併 殺     | 守 備 率  |
| ----- | ----- | --------- | --------- | --------- | --------- | --------- | --------- |
| 2015  | LAD   | 1         | 0         | 0         | 0         | 0         | ----      |
| 2017  | SD    | 3         | 0         | 0         | 1         | 0         | .000      |
| MLB   | MLB   | 4         | 0         | 0         | 1         | 0         | .000      |

### 背番号
- 51（2015年）
- 57（2017年）